# 梅州客家足球俱乐部
梅州客家足球俱乐部，简称梅州客家，是中国广东省梅州市的一家足球俱乐部，组建于2013年，现征战于中国足球协会超级联赛（中超）。

## 俱乐部历史
梅州客家足球俱乐部组建于2013年，由梅州市政府、市体育局支持，由梅州民营企业家投资，参加2013年中国足球协会乙级联赛，并志在同年力争实现冲甲目标。
2014年5月，梅州客家足球俱乐部更名为梅州五华足球俱乐部，以梅州五华队名义参赛。但实际上，联赛、足协杯的官方文件仍然一直在使用“梅州客家足球俱乐部”和“梅州客家（队）”这两个名称。
在连续两个赛季倒在中乙附加赛四强后，2015年9月，梅州客家在2015年中乙联赛附加赛准决赛主客场双杀南京钱宝，以总比分6-1晋级决赛，成功冲甲。10月10日，梅州客家在于大连金州体育场打响的附加赛决赛中，互交白卷后点球8-7击败大连超越，夺得首个联赛冠军。
2021年12月，梅州客家成功冲超，成为中超历史上首支主场设在县一级的球队，主场位于广东省梅州市五华县。
2025年1月，随着沧州雄狮未进入足协公布的2025赛季职业联赛准入名单，梅州客家以第1顺位递补，继续征战2025年中超。

## 荣誉历史
2015年 中乙联赛冠军

## 名称历史
俱乐部官方：
- 2013年 梅州客家足球俱乐部
- 2014年 梅州五华足球俱乐部[2][註 1]

联赛、足协杯官方：
- 2013年 梅州客家足球俱乐部[14][3][4][5][6][7]

## 队徽历史

2013年-2015年
2016年

## 主场
梅州客家足球俱乐部最初与梅县客家足球俱乐部共用曾宪梓体育场，2013赛季第12轮以后主场改为五华县体育场。
五华奥林匹克体育中心的五华惠堂体育场于2019年1月1日正式投入使用，2019赛季中甲梅州客家主场移至五华惠堂体育场。

## 教练组及工作人员
- 主教练：
- 助理教练：曲刚、王涛
- 守门员教练：马西娅（英语：Regis Macedo Marcia）
- 体能教练：佩里奇（英语：Zdravko Perić）
- 队医：康克宝
- 翻译：李辉辉
- 青训教练：普积克
- 球队经理：曹阳
- 老板: 魏晋平

更新日期：2025年1月8日

## 球员
更新日期：2025年1月8日
註釋：國旗表示球員在國際足聯資格規則定義的國家隊。球員可能擁有一個以上非國際足聯國籍。
| 號碼 |        | 位置 | 球員      |
| ---- | ------ | ---- | --------- |
| 28   | 喀麦隆 | 前锋 | 约翰·马里 |
| 16   | 中国   | 前锋 | 杨超声    |
| 25   | 巴西   | 前锋 | 罗德里格  |
| 7    | 中国   | 中场 | 叶楚贵    |
| 10   | 中国   | 中场 | 尹鸿博    |
| 13   | 中国   | 中场 | 史亮      |
| 30   | 中国   | 中场 | 陈杰      |
| 17   | 中国   | 中场 | 杨一虎    |
| 42   | 中国   | 中场 | 魏志伟    |
| 14   | 中国   | 中场 | 李宁      |
| 12   | 中国   | 中场 | 尹聪耀    |

| 號碼 |          | 位置 | 球員          |
| ---- | -------- | ---- | ------------- |
| 11   | 克罗地亚 | 后卫 | 达里克·莫里斯 |
| 20   | 中国     | 后卫 | 王嘉楠        |
| 31   | 中国     | 后卫 | 饶伟辉        |
| 15   | 中国     | 后卫 | 陈哲超        |
| 6    | 中国     | 后卫 | 廖均健        |
| 36   | 中国     | 后卫 | 张偲偈        |
| 5    | 中国     | 后卫 | 田子羿        |
| 29   | 香港     | 后卫 | 茹子楠        |
| 41   | 中国     | 门将 | 郭全博        |
| 35   | 中国     | 门将 | 邓雄涛        |

## 教练
梅州客家足球俱乐部原主教练是曹阳，曾任广东日之泉主教练。助理教练还包括谭恩德等。连续两年冲甲失败后，2015赛季谭恩德出任主帅，但在2015年5月26日被张军取代。仅一个多月后，前国家队主教练戚务生成为新任主教练，并最终成功带队冲甲。
2018年12月20日，俱乐部在其官方媒体平台上宣布，已正式聘请前北京国安梯队教练郑小田担任球队主教练一职。
2019赛季结束后，俱乐部官宣郑小田离任。
2020赛季，俱乐部聘请有丰富执教、青训经验的巴西籍教练罗斯皮德出任球队主帅。他带领球队杀入争冠组，最终列积分榜第5位，无缘中超，赛季结束后，罗斯皮德离队。
2021赛季，俱乐部聘请塞尔维亚籍教练员米兰·里斯蒂奇出任主教练，梅州客家足球俱乐部总经理曹阳兼任领队，曲刚任助理教练、杨德欣任体能教练，施洛华任守门员教练。
2022年3月，球队主教练仍是塞尔维亚籍少帅米兰·里斯蒂奇，新聘请了体能教练佩里奇。
2024年1月3日，经俱乐部研究决定，在与米兰·里斯蒂奇的工作合同期满后不再续约，即日起不再担任梅州客家足球俱乐部主教练一职。
2024年1月6日，梅州客家足球俱乐部官方宣布西班牙籍教练组进入主球队，巴勃罗出任新帅，哈维出任助理教练，大卫出任体能教练。巴勃罗带领梅州客家球队踢出了11场比赛1胜5平5负仅积8分的成绩，无法达到俱乐部的要求，2024年5月18日俱乐部确定巴勃罗离任，由曲刚代理主教练。2024年6月12日，俱乐部官方宣布再度聘请米兰·里斯蒂奇出任一线队主教练一职。
2015年1月7日，继足协在其官网公布2025赛季职业联赛准入名单后，梅州客家递补2025年中超联赛，米兰·里斯蒂奇在自媒体自宣继续执教梅州。由於梅州客家在中超聯賽7連敗，2025年6月30日米兰·里斯蒂奇下課。

## 赞助商
2024年4月20日，广东电力发展股份有公司（粤电力）成为梅州客家球衣胸前广告（1500万元）的赞助商，广东兴发铝业有限公司则成为袖标广告（300万元）赞助商。梅州客家自2013年起参加中乙联赛以来，在长达11年的时间里首次获得国企赞助球衣胸前广告。